# Appendicula werneri
Appendicula werneri är en orkidéart som beskrevs av Rudolf Schlechter. Appendicula werneri ingår i släktet Appendicula och familjen orkidéer. Inga underarter finns listade i Catalogue of Life.